# A52 (Zwitserland)
De Zwitserse A52, ook wel Forchstrasse of Forchautostrasse genoemd, is een autoweg in kanton Zürich. De weg is 27 kilometer lang en loopt vanaf de stad Zürich naar de A15 bij Hinwil.
Op de oorspronkelijk niet gescheiden rijbanen kwamen regelmatig zware verkeersongelukken voor. Om dit te stoppen werd begin november 2004 door de regering van het kanton een rijbaanscheiding tussen Forch en Egg goedgekeurd. De rijbaanscheiding werd door middel van geleiderails tot stand gebracht, waardoor het risico op frontale botsingen aanzienlijk geminimaliseerd kon worden.